# Anna Elisabeth Christina van Tuyll van Serooskerken

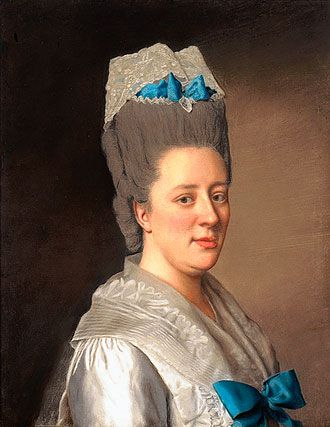
Anna Elisabeth Christina van Tuyll van Serooskerken pastel door Jean-Étienne Liotard 1772 Slot Zuylen.

Anna Elisabeth Christina "Annebetje" van Tuyll van Serooskerken (ged. Zuilen, 9 september 1745 - Den Haag, 16 januari 1819; begraven in Amerongen) was kasteelvrouwe van Kasteel Amerongen in de Nederlandse provincie Utrecht.

## Biografie
Anna Elisabeth Christina van Tuyll van Serooskerken was een dochter van Jan Maximiliaan van Tuyll van Serooskerken en Ursulina Christina Reinera van Reede van Amerongen (1709-1747), die weer een dochter was van Henriette van Nassau-Zuylestein. Annebetje trouwde op 29 december 1765 in Den Haag met haar neef Frederik Christiaan Reinhard van Reede (1743-1808), zoon van Frederik Willem van Reede (1717-1747) en Louisa Isabella Hermelina van Wassenaer (1719-1756). Frederik Christiaan Reinhard van Reede was de vijfde Graaf van Athlone (County Roscommon), vijfde baron van Aghrim (in county Galway), vrijheer van Amerongen, heer van Ginkel, Elst, Lievendaal, en Middachten, Zuilenburg, Roemburg en Nienburg. Ze kregen negen kinderen, vijf jongens en vier meisjes, waaronder de 'heldhaftige' Christina Reinira van Reede 1776-1847. In de winter woonden ze in Den Haag en de rest van het jaar op Kasteel Amerongen.
Van Tuyll van Serooskerken was de nicht en hartsvriendin van Isabella Agneta Elisabeth van Tuyll van Serooskerken (1740-1805), beter bekend onder haar pseudoniem Belle van Zuylen. Het Utrechts Archief bezit 9 brieven die Belle van Zuylen aan haar nicht Annebetje en echtgenoot schreef. Net als Belle van Zuylen hield Van Tuyll van Serooskerken van literatuur en muziek. Zij schafte kostbare boeken aan voor de bibliotheek van Kasteel Amerongen. Ook was zij muzikaal. Het Bätz kabinetorgel en de klavecimbel van Jacob Kirckman van Kasteel Amerongen zijn aan haar te danken.
Een portret van Anna Elisabeth Christina van Tuyll van Serooskerken in pastel door Jean-Étienne Liotard, bevindt zich op Kasteel Amerongen. Een vrijwel gelijke, niet gesigneerde, pastel bevindt zich op Slot Zuylen.  Een pastel uit 1761 van haar door Jean-Baptiste Perroneau is aanwezig op Kasteel Middachten. Verder bestaat er nog een olieverf schilderij van haar door Jean Humbert uit ca. 1767.

## Publicatie
- Voor de huishouding : ten nutte van alle standen, en van al de geenen, die voor de orde zijn, om eene gemakkelijke en naauwkeurige rekening van de kosten hunner huishouding te houden, door berekeningstabellen te zamen gesteld en op de ondervinding gestaafd,  [Den Haag, Pieter] van Daalen Wetters, 1804 (anoniem), herdruk met auteursvermelding: Athlone van Tuyll van Serooskerken. Den Haag, G. Bakhuysen, 1815.[10]
  - Recensie: Aleid van de Bunt, Een "huishoudboek" uit het begin van de 19e eeuw, in Maandblad van Oud-Utrecht, jg. 37 (1964), nr. 9, p. 106-110.[11]

- Nederlandse Thesaurus van Auteursnamen: 363398694
- Virtual International Authority File: 305819799